# Sportverein Darmstadt 1898 2015-2016
Questa voce raccoglie le informazioni riguardanti il Darmstadt 1898 nelle competizioni ufficiali della stagione calcistica 2015-2016.

## Stagione
Nella stagione 2015-2016 il Darmstadt, allenato da Dirk Schuster, concluse il campionato di Bundesliga al 14º posto. In coppa di Germania il Darmstadt fu eliminato agli ottavi di finale dal Bayern Monaco.

## Rosa
| N. |                       | Ruolo | Calciatore          |
| -- | --------------------- | ----- | ------------------- |
| 1  | Germania (bandiera)   | P     | Patrick Platins     |
| 3  | Germania (bandiera)   | D     | Michael Stegmayer   |
| 4  | Germania (bandiera)   | D     | Aytaç Sulu          |
| 5  | Germania (bandiera)   | D     | Benjamin Gorka      |
| 6  | Germania (bandiera)   | C     | Mario Vrančić       |
| 7  | Germania (bandiera)   | A     | Marco Sailer        |
| 5  | Germania (bandiera)   | D     | Benjamin Gorka      |
| 8  | Germania (bandiera)   | C     | Jérôme Gondorf      |
| 9  | Germania (bandiera)   | A     | Dominik Stroh-Engel |
| 10 | Germania (bandiera)   | C     | Jan Rosenthal       |
| 11 | Germania (bandiera)   | C     | Tobias Kempe        |
| 13 | Austria (bandiera)    | D     | György Garics       |
| 14 | Germania (bandiera)   | A     | Sandro Wagner       |
| 15 | Costa Rica (bandiera) | D     | Júnior Díaz         |
| 17 | Germania (bandiera)   | D     | Sandro Sirigu       |

| N. |                        | Ruolo | Calciatore         |
| -- | ---------------------- | ----- | ------------------ |
| 18 | Germania (bandiera)    | C     | Peter Niemeyer     |
| 20 | Germania (bandiera)    | C     | Marcel Heller      |
| 23 | Germania (bandiera)    | C     | Florian Jungwirth  |
| 25 | Germania (bandiera)    | C     | Yannick Stark      |
| 27 | Slovacchia (bandiera)  | C     | Milan Ivana        |
| 31 | Germania (bandiera)    | P     | Christian Mathenia |
| 32 | Germania (bandiera)    | D     | Fabian Holland     |
| 33 | Italia (bandiera)      | D     | Luca Caldirola     |
| 34 | Germania (bandiera)    | C     | Konstantin Rausch  |
| 35 | Serbia (bandiera)      | D     | Slobodan Rajković  |
| 36 | Germania (bandiera)    | C     | Jan Finger         |
| 37 | Afghanistan (bandiera) | C     | Ali Kazimi         |
| 38 | Germania (bandiera)    | C     | Nick Volk          |
| 39 | Germania (bandiera)    | D     | Noel Wembacher     |
| 40 | Polonia (bandiera)     | P     | Łukasz Załuska     |

## Organigramma societario
Area tecnica
- Allenatore: Dirk Schuster
- Allenatore in seconda: Sascha Franz
- Preparatore dei portieri: Dimo Wache
- Preparatori atletici:

## Risultati

### Bundesliga

#### Girone di andata
| Arbitro: | Brych |

|                 |           |                              |
| Heller 31’, 54’ | Marcatori | 48’ Benschop 62’ (aut.) Sulu |

| Arbitro: | Brand |

|             |           |           |
| Draxler 47’ | Marcatori | 9’ Rausch |

| Darmstadt 29 agosto 2015, ore 15:30 CEST 3ª giornata | Darmstadt | 0 – 0 referto | Hoffenheim | Merck-Stadion am Böllenfalltor (17 000 spett.)\| Arbitro: \| Fritz \| |
| Arbitro:                                             | Fritz     |               |            |                                                                       |

| Arbitro: | Sippel |

|  |           |         |
|  | Marcatori | 8’ Sulu |

| Arbitro: | Zwayer |

|  |           |                              |
|  | Marcatori | 20’ Vidal 62’ Coman 63’ Rode |

| Arbitro: | Winkmann |

|                        |           |                |
| Wagner 31’ (rig.), 84’ | Marcatori | 19’ Jóhannsson |

| Arbitro: | Hartmann |

|                     |           |                     |
| Aubameyang 63’, 71’ | Marcatori | 17’ Heller 90’ Sulu |

| Arbitro: | Meyer |

|                       |           |                                  |
| Heller 27’ Sailer 57’ | Marcatori | 15’ Bell 23’ Malli 64’ de Blasis |

| Arbitro: | Stegemann |

|  |           |                        |
|  | Marcatori | 7’ Wagner 29’ Niemeyer |

| Arbitro: | Perl |

|  |           |               |
|  | Marcatori | 78’ Caligiuri |

| Arbitro: | Hartmann |

|                              |           |  |
| Garics 68’ (aut.) Werner 90’ | Marcatori |  |

| Arbitro: | Stark |

|            |           |                    |
| Heller 47’ | Marcatori | 29’ (rig.) Lasogga |

| Arbitro: | Kircher |

|                                    |           |         |
| Bauer 58’ Hartmann 60’ (rig.), 88’ | Marcatori | 9’ Sulu |

| Darmstadt 27 novembre 2015, ore 20:30 CET 14ª giornata | Darmstadt | 0 – 0 referto | Colonia | Merck-Stadion am Böllenfalltor (17 000 spett.)\| Arbitro: \| Aytekin \| |
| Arbitro:                                               | Aytekin   |               |         |                                                                         |

| Arbitro: | Brych |

|  |           |          |
|  | Marcatori | 30’ Sulu |

| Arbitro: | Perl |

|  |           |                                              |
|  | Marcatori | 12’, 50’ Ibišević 26’ Plattenhardt 77’ Kalou |

| Arbitro: | Brand |

|                                    |           |                       |
| Stindl 44’ Nordtveit 51’ Wendt 86’ | Marcatori | 28’ Heller 67’ Wagner |

#### Girone di ritorno
| Arbitro: | Aytekin |

|             |           |                 |
| Almeida 10’ | Marcatori | 31’, 48’ Wagner |

| Arbitro: | Siebert |

|  |           |                    |
|  | Marcatori | 43’ Meyer 53’ Sané |

| Arbitro: | Dingert |

|  |           |                       |
|  | Marcatori | 33’ Sulu 85’ Rajković |

| Arbitro: | Drees |

|            |           |                            |
| Wagner 28’ | Marcatori | 62’ (aut.) Sulu 77’ Brandt |

| Arbitro: | Weiner |

|                                 |           |            |
| Müller 49’, 71’ Lewandowski 84’ | Marcatori | 26’ Wagner |

| Arbitro: | Hartmann |

|                      |           |                            |
| Ujah 33’ Pizarro 89’ | Marcatori | 44’ (rig.) Wagner 82’ Sulu |

| Arbitro: | Gräfe |

|  |           |                    |
|  | Marcatori | 38’ Ramos 53’ Durm |

| Magonza 6 marzo 2016, ore 15:30 CET 25ª giornata | Magonza | 0 – 0 referto | Darmstadt | Coface Arena (34 000 spett.)\| Arbitro: \| Brand \| |
| Arbitro:                                         | Brand   |               |           |                                                     |

| Arbitro: | Dankert |

|                        |           |                                    |
| Vrančić 12’ Wagner 40’ | Marcatori | 63’ Feulner 90’ (rig.) Finnbogason |

| Arbitro: | Schmidt |

|              |           |            |
| Schürrle 90’ | Marcatori | 82’ Wagner |

| Arbitro: | Zwayer |

|                         |           |                      |
| Wagner 26’ Niemeyer 51’ | Marcatori | 45’ Gentner 45’ Rupp |

| Arbitro: | Sippel |

|            |           |                      |
| Holtby 90’ | Marcatori | 38’ Sulu 54’ Gondorf |

| Arbitro: | Weiner |

|                       |           |  |
| Rausch 51’ Wagner 85’ | Marcatori |  |

| Arbitro: | Dingert |

|                                |           |             |
| Modeste 4’, 35’ Risse 52’, 75’ | Marcatori | 12’ Gondorf |

| Arbitro: | Gräfe |

|             |           |                       |
| Vrančić 12’ | Marcatori | 56’ Hasebe 83’ Aigner |

| Arbitro: | Brych |

|            |           |                        |
| Darida 14’ | Marcatori | 24’ Gondorf 82’ Wagner |

| Arbitro: | Sippel |

|  |           |                     |
|  | Marcatori | 31’ Hazard 63’ Hahn |

### Coppa di Germania
| Arbitro: | Heft |

|  |           |                                                      |
|  | Marcatori | 9’ Sailer 10’, 66’ Stroh-Engel 56’ Heller 84’ Rausch |

| Arbitro: | Siebert |

|                     |           |             |
| Sulu 74’ Wagner 79’ | Marcatori | 75’ Sobiech |

| Arbitro: | Siebert |

|            |           |  |
| Alonso 40’ | Marcatori |  |

## Statistiche

### Statistiche di squadra
| Competizione      | Punti | In casa | In casa | In casa | In casa | In casa | In casa | In trasferta | In trasferta | In trasferta | In trasferta | In trasferta | In trasferta | Totale | Totale | Totale | Totale | Totale | Totale | DR  |
| Competizione      | Punti | G       | V       | N       | P       | Gf      | Gs      | G            | V            | N            | P            | Gf           | Gs           | G      | V      | N      | P      | Gf     | Gs     | DR  |
| ----------------- | ----- | ------- | ------- | ------- | ------- | ------- | ------- | ------------ | ------------ | ------------ | ------------ | ------------ | ------------ | ------ | ------ | ------ | ------ | ------ | ------ | --- |
| Bundesliga        | 38    | 17      | 2       | 6       | 9       | 15      | 29      | 17           | 7            | 5            | 5            | 23           | 24           | 34     | 9      | 11     | 14     | 38     | 53     | -15 |
| Coppa di Germania | -     | 1       | 1       | 0       | 0       | 2       | 1       | 2            | 1            | 0            | 1            | 5            | 1            | 3      | 2      | 0      | 1      | 7      | 2      | +5  |
| Totale            | -     | 18      | 3       | 6       | 9       | 17      | 30      | 19           | 8            | 5            | 6            | 28           | 25           | 37     | 11     | 11     | 15     | 45     | 55     | -10 |

### Andamento in campionato
| Giornata  | 1 | 2  | 3  | 4  | 5  | 6  | 7 | 8  | 9 | 10 | 11 | 12 | 13 | 14 | 15 | 16 | 17 | 18 | 19 | 20 | 21 | 22 | 23 | 24 | 25 | 26 | 27 | 28 | 29 | 30 | 31 | 32 | 33 | 34 |
| --------- | - | -- | -- | -- | -- | -- | - | -- | - | -- | -- | -- | -- | -- | -- | -- | -- | -- | -- | -- | -- | -- | -- | -- | -- | -- | -- | -- | -- | -- | -- | -- | -- | -- |
| Luogo     | C | T  | C  | T  | C  | C  | T | C  | T | C  | T  | C  | T  | C  | T  | C  | T  | T  | C  | T  | C  | T  | T  | C  | T  | C  | T  | C  | T  | C  | T  | C  | T  | C  |
| Risultato | N | N  | N  | V  | P  | V  | N | P  | V | P  | P  | N  | P  | N  | V  | P  | P  | V  | P  | V  | P  | P  | N  | P  | N  | N  | N  | N  | V  | V  | P  | P  | V  | P  |
| Posizione | 9 | 11 | 12 | 11 | 12 | 10 | 9 | 10 | 9 | 11 | 13 | 13 | 13 | 12 | 12 | 12 | 13 | 12 | 14 | 11 | 13 | 14 | 14 | 14 | 15 | 14 | 13 | 13 | 13 | 11 | 13 | 14 | 13 | 14 |

Legenda:

Luogo: C = Casa; T = Trasferta. Risultato: V = Vittoria; N = Pareggio; P = Sconfitta.

### Statistiche dei giocatori
| Giocatore      | Bundesliga | Bundesliga | Bundesliga  | Bundesliga | Coppa di Germania | Coppa di Germania | Coppa di Germania | Coppa di Germania | Totale   | Totale | Totale      | Totale     |
| Giocatore      | Presenze   | Reti       | Ammonizioni | Espulsioni | Presenze          | Reti              | Ammonizioni       | Espulsioni        | Presenze | Reti   | Ammonizioni | Espulsioni |
| -------------- | ---------- | ---------- | ----------- | ---------- | ----------------- | ----------------- | ----------------- | ----------------- | -------- | ------ | ----------- | ---------- |
| C. Mathenia    | 33         | 0          | 3           | 0          | 3                 | 0                 | 0                 | 0                 | 36       | 0      | 3           | 0          |
| P. Platins     | -          | -          | -           | -          | -                 | -                 | -                 | -                 | -        | -      | -           | -          |
| Ł. Załuska     | 1          | 0          | 0           | 0          | -                 | -                 | -                 | -                 | 1        | 0      | 0           | 0          |
| L. Caldirola   | 34         | 0          | 4           | 0          | 2                 | 0                 | 1                 | 0                 | 36       | 0      | 5           | 0          |
| J. Díaz        | 12         | 0          | 2           | 0          | 2                 | 0                 | 0                 | 0                 | 14       | 0      | 2           | 0          |
| G. Garics      | 21         | 0          | 8           | 0          | 1                 | 0                 | 0                 | 0                 | 22       | 0      | 8           | 0          |
| B. Gorka       | 4          | 0          | 0           | 0          | -                 | -                 | -                 | -                 | 4        | 0      | 0           | 0          |
| F. Holland     | 18         | 0          | 5           | 0          | 1                 | 0                 | 1                 | 0                 | 19       | 0      | 6           | 0          |
| F. Jungwirth   | 19         | 0          | 4           | 0          | 2                 | 0                 | 0                 | 0                 | 21       | 0      | 4           | 0          |
| S. Rajković    | 15         | 1          | 4           | 0          | 2                 | 0                 | 0                 | 0                 | 17       | 1      | 4           | 0          |
| K. Rausch      | 31         | 2          | 7           | 0          | 2                 | 1                 | 0                 | 0                 | 33       | 3      | 7           | 0          |
| S. Sirigu      | 6          | 0          | 0           | 0          | -                 | -                 | -                 | -                 | 6        | 0      | 0           | 0          |
| M. Stegmayer   | -          | -          | -           | -          | -                 | -                 | -                 | -                 | -        | -      | -           | -          |
| A. Sulu        | 33         | 7          | 6           | 0          | 3                 | 1                 | 0                 | 0                 | 36       | 8      | 6           | 0          |
| N. Wembacher   | -          | -          | -           | -          | -                 | -                 | -                 | -                 | -        | -      | -           | -          |
| J. Finger      | -          | -          | -           | -          | -                 | -                 | -                 | -                 | -        | -      | -           | -          |
| J. Gondorf     | 33         | 3          | 9           | 0          | 3                 | 0                 | 0                 | 0                 | 36       | 3      | 9           | 0          |
| M. Heller      | 33         | 6          | 7           | 0          | 3                 | 1                 | 0                 | 0                 | 36       | 7      | 7           | 0          |
| M. Ivana       | 1          | 0          | 0           | 0          | -                 | -                 | -                 | -                 | 1        | 0      | 0           | 0          |
| A. Kazimi      | -          | -          | -           | -          | -                 | -                 | -                 | -                 | -        | -      | -           | -          |
| T. Kempe       | 31         | 0          | 0           | 0          | 3                 | 0                 | 0                 | 0                 | 34       | 0      | 0           | 0          |
| P. Niemeyer    | 31         | 2          | 13          | 0          | 3                 | 0                 | 0                 | 0                 | 34       | 2      | 13          | 0          |
| J. Rosenthal   | 23         | 0          | 2           | 0          | 2                 | 0                 | 0                 | 0                 | 25       | 0      | 2           | 0          |
| Y. Stark       | -          | -          | -           | -          | -                 | -                 | -                 | -                 | -        | -      | -           | -          |
| N. Volk        | -          | -          | -           | -          | -                 | -                 | -                 | -                 | -        | -      | -           | -          |
| M. Vrančić     | 22         | 2          | 2           | 0          | 3                 | 0                 | 0                 | 0                 | 25       | 2      | 2           | 0          |
| F. Platte      | 11         | 0          | 1           | 0          | -                 | -                 | -                 | -                 | 11       | 0      | 1           | 0          |
| M. Sailer      | 14         | 1          | 1           | 0          | 2                 | 1                 | 0                 | 0                 | 16       | 2      | 1           | 0          |
| D. Stroh-Engel | 15         | 0          | 0           | 0          | 3                 | 2                 | 0                 | 0                 | 18       | 2      | 0           | 0          |
| S. Wagner      | 32         | 14         | 8           | 1          | 2                 | 1                 | 0                 | 0                 | 34       | 15     | 8           | 1          |